# Бойкий (корвет)
«Бо́йкий» — корвет с управляемым ракетным оружием Военно-Морского Флота Российской Федерации, третий корвет (второй серийный) проекта 20380.

## Строительство
Заложен на стапеле Северной верфи 27 июля 2005 года, в 2012 году ожидалась передача корабля ВМФ России.
11 марта 2010 года Коломенский завод отправил на верфь первый дизельный агрегат ДДА12 000 для главной энергетической установки.
15 апреля 2011 года корвет был спущен на воду.
25 сентября 2012 года корвет вышел на ходовые испытания без артиллерийской установки А-190.
Во время швартовки в военной гавани Кронштадта «Бойкий» столкнулся с исследовательским судном «Адмирал Владимирский».
К 2013 году была установлена АУ А-190, проведены испытания посадки вертолёта на палубу и начаты госиспытания.

## Служба
16 мая 2013 года корабль пополнил состав Балтийского флота России.
В 2014 году дважды становился источником беспокойства для иностранных СМИ: 2 сентября 2014 года произошёл инцидент с финским исследовательским судном «Аранда»; 29 сентября 2014 года во второй половине дня был замечен на расстоянии 14,4 морской мили (~26,7 км) от территориальных вод Латвии.
В апреле 2015 года в составе отряда кораблей Балтийского флота (корветы «Бойкий», «Стойкий», «Сообразительный» и «Стерегущий»), совместно с морской авиацией на полигоне в акватории Балтийского моря выполнял задачи по противовоздушной и противолодочной обороне. В ходе учения корабли провели артиллерийские стрельбы по морским и воздушным целям, нашли и уничтожили подводную лодку условного противника, отработали совместное маневрирование.
В апреле 2016 года экипаж корабля принял участие в проходившем в Балтийском море отборочном этапе конкурса профессионального мастерства «Кубок моря-2016». Отрабатывались учебные артиллерийские стрельбы, мастерство противодиверсионной обороны и борьба за живучесть.
Позднее, в апреле 2016 года совместно с сторожевым кораблём проекта 11540 «Ярослав Мудрый» провёл стрельбы в Балтийском море. В роли условного противника выступили вертолёты Ка-27 и бомбардировщики Су-24. В качестве мишиней использовались светящие авиабомбы САБ-250. Экипажи кораблей выполнили практические стрельбы из корабельных комплексов А-190 и А-100, «Кортик» и АК-630, в ходе которых авиация условного противника была уничтожена. После выполнения задач по уничтожению воздушных целей корабли провели также комплекс стрельб по буксируемым корабельным щитам, имитирующим отряд боевых кораблей условного противника. Все мишени были поражены. Кроме того, «Бойкий» активизировал средства радиоэлектронной борьбы и поставил активные и пассивные помехи.
В ходе учений в июле 2016 года успешно отработал защиту от атаки условного противника с применением антиторпеды противолодочного комплекса «Пакет-НК».
В 2016 году на корвете снималась телепередача «Полигон».
22 октября 2016 года вместе с корветом «Сообразительный» вернулся из дальнего похода, который продлился более 15 суток. По возвращении корвет проходил докование на «Северной верфи» в Санкт-Петербурге.
7 апреля 2017 года совместно с корветом «Сообразительный» вышел на учения в Северную Атлантику, для отработки поиска подводных лодок условного противника и обнаружения надводных целей. Вернулся из похода в Балтийск 1 мая 2017 года, пройдя более 4 тыс. морских миль. В 2017 году признан лучшим кораблём Балтийского флота.
Корвет в составе отряда кораблей Балтийского флота покинул Военную гавань Балтийска 14 октября 2017 года и вышел в Средиземное море. 29 октября 2017 года отряд вошёл в Средиземное море. 14 января 2018 года отряд вернулся в главную военно-морскую базу флота Балтийск после дальнего похода, пройдя более 35 тыс. морских миль.
18 июня 2018 года отряд кораблей Балтийского флота в составе корветов «Бойкий», «Стойкий», среднего морского танкера «Кола» и морского буксира «Конецкий» вышел в Северную Атлантику для выполнения плановых задач дальнего похода.
С января 2019 года, совместно с корветом «Сообразительный», осуществляет сопровождение эсминцев ВМС США «Грейвли» и «Портер», находящихся в акватории Балтийского моря.
В 2025 году корвет «Бойкий» сопровождал в европейских водах подсанкционные нефтяные танкера, относящиеся к теневому флоту России. В конце июня 2025 года «Бойкий» сопроводил два танкера теневого флота через Ла-Манш. В июле 2025 года «Бойкий», используя подложную идентификацию судна, сопровождал суда «Оборонлогистики» через Балтику.

## Командир
- капитан 3-го ранга Паули Владимир Александрович(2020 — н. в.)